# Elecciones municipales de 2023 en Palma
Las elecciones municipales de 2023 se celebraron en Palma de Mallorca el domingo 28 de mayo, de acuerdo con el Real Decreto de convocatoria de elecciones locales en España dispuesto el 1 de abril de 2023 y publicado en el 2 de abril de 2023 Boletín Oficial del Estado. Se eligieron los 29 concejales del pleno del Ayuntamiento de Palma de Mallorca, a través de un sistema proporcional (método d'Hondt), con listas cerradas y un umbral electoral del 5 %.

## Resultados
Los resultados completos se detallan a continuación:
|  | 32,18 % |

|  | 24,87 % |

|  | 20,47 % |

|  | 9,33 % |

|  | 5,09 % |

|  | 2,29 % |

|  | 1,87 % |

|  | 1,21 % |

|  | 0,56 % |

|  | 0,32 % |

|  | 0,18 % |

|  | 0,13 % |

|  | 98,89 % |

|  | 1,10 % |

|  | 1,44 % |

|  | 54,45 % |

|  | 45,54 % |

## Concejales electos

Partido más votado por distrito:

Relación de concejales proclamados electos:
| N.º | Nombre                                | Lista | Lista               |
| --- | ------------------------------------- | ----- | ------------------- |
| 1   | Jaime Martínez Llabrés                |       | PP                  |
| 2   | José Francisco Hila Vargas            |       | PSIB-PSOE           |
| 3   | Fulgencio Coll Bucher                 |       | Vox                 |
| 4   | José Javier Bonet Díaz                |       | PP                  |
| 5   | Rosario Sánchez Grau                  |       | PSIB-PSOE           |
| 6   | Maria de Lourdes Roca Calafell        |       | PP                  |
| 7   | Margarita Duran Vadell                |       | Vox                 |
| 8   | Neus Truyol Caimari                   |       | Més                 |
| 9   | Francisco Ducros Salva                |       | PSIB-PSOE           |
| 10  | Oscar Fidalgo Bestard                 |       | PP                  |
| 11  | Sandra Catalina Barceló Schwarz       |       | Vox                 |
| 12  | Maria de las Mercedes Celeste Palmero |       | PP                  |
| 13  | Angélica Pastor Montero               |       | PSIB-PSOE           |
| 14  | Salvador Moll                         |       | PP                  |
| 15  | Ignacio Esteban Comamala              |       | Vox                 |
| 16  | Lucia Miriam Muñoz Alda               |       | EUIB-Unidas Podemos |
| 17  | Francesc Josep Dalmau Fortuny         |       | PSIB-PSOE           |
| 18  | Miquel Àngel Contreras Ramis          |       | Més                 |
| 19  | Llorenç G. Bauzóa de Keizer           |       | PP                  |
| 20  | Elena Navarro Duch                    |       | PSIB-PSOE           |
| 21  | Sara Cerdo Frías                      |       | Vox                 |
| 22  | Belén Soto Mateu                      |       | PP                  |
| 23  | Antonio Deudero Mayans                |       | PP                  |
| 24  | Oscar Manuel Cereijo Mendez           |       | PSIB-PSOE           |
| 25  | Jerónima Mayans Boch                  |       | Vox                 |
| 26  | Guadalupe Ferrer Melgarejo            |       | PP                  |
| 27  | Kika Coll Borràs                      |       | Més                 |
| 28  | Silvana Gonzalez San Martín           |       | PSIB-PSOE           |
| 29  | María Luisa Marqués Rattier           |       | PP                  |

## Acontecimientos posteriores
Investidura del alcalde
En la votación de investidura celebrada el 17 de junio de 2023 Jaime Martínez Llabrés, del Partido Popular, resultó elegido alcalde, ya que ningún candidato obtuvo la mayoría absoluta necesaria para ser elegido, el candidato de la formación política más votada es elegido alcalde. En la votación cada formación política voto por su líder.
|  | 37,93 % |

|  | 27,59 % |

|  | 20,69 % |

|  | 10,34 % |

|  | 3,45 % |

|  | 100 % |

|  | 100 % |